# Russian Business Network
Russian Business Network (Російська Бізнес Мережа, скорочено RBN) — кіберзлочинна організація, що спеціалізується на крадіжці особистих даних для перепродажу, а в деяких випадках і монополізує її. Вона є автором шкідливого програменого забезпечення MPack і ймовірним оператором нині неіснуючого ботнету Storm.
RBN, сумно відомий своїм розміщенням незаконних і сумнівних бізнесів, виник як інтернет-провайдер для розповсюдження дитячої порнографії, фішингу, спаму та шкідливого програмного забезпечення, фізично розташований у Санкт-Петербурзі. До 2007 року мережа розробила методи партнерського та афілійованого маркетингу в багатьох країнах, щоб забезпечити метод для організованої злочинності, щоб націлюватися на жертв на міжнародному рівні.

## Діяльності
За даними компанії з безпеки в Інтернеті VeriSign, мережа RBN була зареєстрована як інтернет-сайт у 2006 році. Спочатку більша частина діяльності організації була законною, однак засновники виявили, що вести незаконний бізнес вигідніше, і почали надавати послуги злочинцям.
RBN був описаний VeriSign як «гірший з гірших». Сайт пропонував послуги веб-хостингу та доступ до Інтернету для широкого спектру кримінальних і неприйнятних видів діяльності, при цьому окремі дії приносили до 150 мільйонів доларів за один рік. Підприємства, які займають активну позицію проти таких атак, іноді стають мішенню атак на відмову в обслуговуванні, що походять із мережі RBN. Відомо, що RBN продає свої послуги за ці операції за 600 доларів на місяць.
Цю організацію важко відстежити. Це не зареєстрована компанія, а її домени зареєстровані на анонімні адреси. Її власники відомі лише за прізвиськами. Мережа не рекламується та послуговується лише електронними транзакціями, які неможливо відстежити.
Одним із видів діяльності RBN, що стає все більш відомим, є розповсюдження експлойтів за допомогою підроблених антишпигунських і шкідливих програм для цілей викрадення ПК і крадіжку особистих даних. Сервіс McAfee SiteAdvisor перевірив 279 «поганих» завантажень із malwarealarm.com, згаданих у статті, на яку посилається Данчо Данчев, і виявив, що MalwareAlarm є оновленням підробленого антишпигунського програмного забезпечення Malware Wiper. Користувача спонукають використати «безкоштовне завантаження» для перевірки на наявність шпигунського або шкідливого програмного забезпечення на своєму ПК, потім MalwareAlarm відображає попередження про проблеми на ПК, щоб переконати необережного відвідувача веб-сайту придбати платну версію. На додаток до MalwareAlarm, на комп'ютер завантажуються численні екземпляри шахрайського програмного забезпечення пов'язані з RBN.
Відповідно до закритого звіту Spamhaus, RBN є «одною з найгірших у світі мереж для розміщення спаму, зловмисного програмного забезпечення, фішингу та кіберзлочинності. Вона надає куленепробивний хостинг“, але, ймовірно, також причетна до злочинів». В іншому звіті Spamhaus говориться: «[у цій мережі] нескінченний кіберзлочинний хостинг, фінансований Росією/Україною». 13 жовтня 2007 року RBN був темою статті у Вашингтон пост, у якій комапанія Symantec та інші охоронні фірми заявляють, що RBN надає хостинг для багатьох незаконних дій, включаючи крадіжку особистих даних і фішинг.

## Операції маршрутизації
RBN працює або працювала у численних мережах Інтернет-провайдерів по всьому світу та знаходиться або знаходилася на певних IP-адресах, деякі з яких мають звіти зі списків блокування Spamhaus.

## Політичні зв'язки
Стверджується, що лідер і творець RBN, 24-річний хлопець, відомий як Flyman, є племінником впливового російського політика з хорошими зв'язками. Стверджується, що Flyman направив мережу RBN до злочинних користувачів. У світлі цього цілком можливо, що минулі кібертерористичні дії, такі як DoS-атаки на Грузію та Азербайджан у серпні 2008 року або кібератаки проти Естонії у квітні 2007, могли координуватися такою організацією або виконуватися нею. Хоча це наразі не доведено, оцінки розвідки свідчать, що це можливо.

## Дивитися також
- Російська мафія
- Російські кібервійни
- Fancy Bear

## Список джерел
1. ↑  RBNexploit.com. CyberDefcon / Jart Armin. Архів оригіналу за 14 вересня 2017. Процитовано 29 листопада 2017. [Архівовано 2017-09-14 у Wayback Machine.]
2. ↑  SANS.edu Internet Storm Center. SANS Internet Storm Center (англ.). Процитовано 28 січня 2023.
3. ↑  Verisign is a global provider of domain name registry services and internet infrastructure - Verisign. www.verisign.com (амер.). Процитовано 28 січня 2023.
4. 1 2  Brian Krebs (13 жовтня 2007). Shadowy Russian Firm Seen as Conduit for Cybercrime. Washington Post.
5. 1 2  Warren, Peter (15 листопада 2007). Hunt for Russia's web criminals. The Guardian. London. Процитовано 23 травня 2010.
6. 1 2 3  A walk on the dark side. The Economist. 30 вересня 2007.
7. ↑  Cybergang raises fear of new crime wave. timesonline.co.uk. Архів оригіналу за 20 липня 2008. Процитовано 28 січня 2023.
8. ↑  Mind Streams of Information Security Knowledge: The Russian Business Network. Dancho Danchev's Blog. Процитовано 18 жовтня 2007.
9. ↑  malwarealarm .com rating by McAfee SiteAdvisor.
10. ↑  RBN – The Top 20, fake anti-spyware and anti-malware Tools. rbnexploit.blogspot.com. Процитовано 29 листопада 2017.
11. ↑  SBL64875. Spamhaus.org. Процитовано 29 листопада 2017.
12. ↑  Krebs, Brian. Shadowy Russian Firm Seen as Conduit for Cybercrime. The Washington Post. Процитовано 23 травня 2010.
13. ↑  RBN IPs. EmergingThreats.net blacklist. Архів оригіналу за 29 жовтня 2012. Процитовано 1 листопада 2012.
14. ↑  RBN-Georgia cyberwarfare (rbnexploit.blogspot.com — blog)
15. ↑  Кіберзагрози під час російсько-української війни: чому ми можемо навчитися з історії, щоб бути готовими?. infotel.ua (ua) . Процитовано 28 січня 2023.
16. ↑  The hunt for Russia's web crims. The Age. Melbourne. 13 грудня 2007.